# 카드 게임

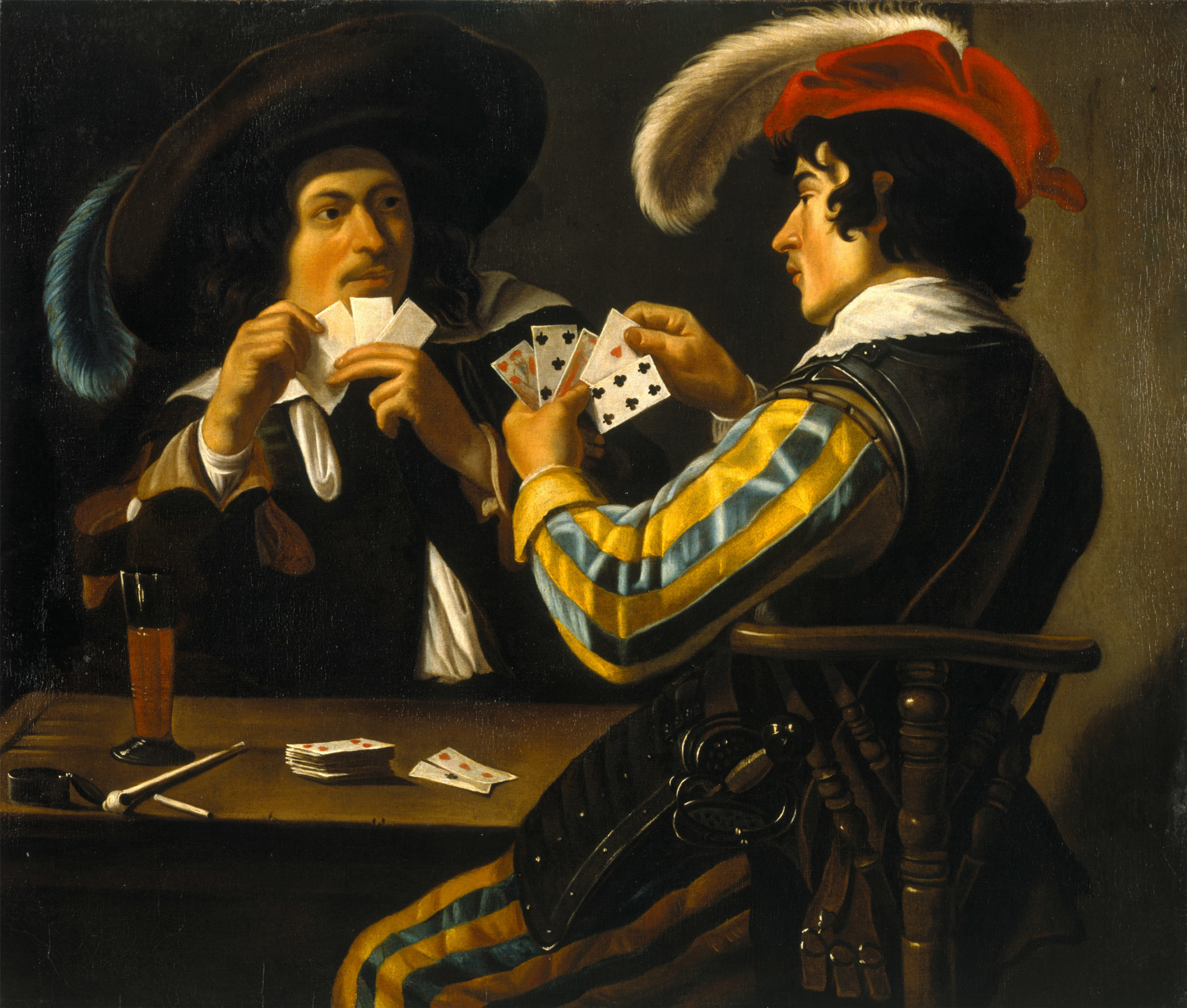
테오도어 롬바우츠의 17세기 회화, 카드놀이하는 사람들

카드 게임(card game)은 카드 패가 전통적인 디자인이든 게임을 위해 특별히 제작된(독점적인) 것이든 상관없이 플레잉 카드를 게임을 플레이하는 주요 도구로 사용하는 모든 게임이다. 포커와 같이 관련된 게임들의 계열을 포함하여 수많은 카드 게임이 존재한다. 전통적인 카드 덱으로 플레이되는 소수의 카드 게임은 국제 대회가 개최되는 공식적으로 표준화된 규칙을 가지고 있지만, 대부분은 지역, 문화, 위치 또는 원마다 규칙이 다를 수 있는 민속 게임이다.
전통적인 카드 게임은 크기와 모양이 동일한 카드 덱 또는 팩으로 플레이된다. 각 카드는 앞면과 뒷면의 두 면을 가지고 있다. 일반적으로 카드 뒷면은 구별할 수 없다. 카드 앞면은 모두 고유할 수도 있고, 중복될 수도 있다. 덱의 구성은 각 플레이어에게 알려져 있다. 경우에 따라 여러 덱이 함께 섞여 단일 팩 또는 슈를 형성하기도 한다. 현대 카드 게임은 일반적으로 맞춤형 덱을 사용하며, 종종 방대한 양의 카드를 포함하고 숫자 또는 액션 카드를 포함할 수 있다. 이 유형의 게임은 일반적으로 보드 게임 취미의 일부로 간주된다.
플레잉 카드를 사용하는 게임은 카드가 한 면에서만 개별적으로 식별된다는 사실을 이용하여 각 플레이어가 자신이 가진 카드만 알고 다른 사람이 가진 카드는 알지 못하도록 한다. 이러한 이유로 카드 게임은 종종 "불완전 정보" 게임으로 특징지어진다. 이는 게임 내내 모든 플레이어에게 현재 위치가 완전히 보이는 완전 정보 게임과는 대조적이다. 일반적으로 카드 게임 계열에 속하지 않는 많은 게임들도 실제로 게임의 일부 측면에서 카드를 사용한다.
카드 게임 장르에 속하는 일부 게임에는 보드가 포함된다. 차이점은 카드 게임의 플레이는 주로 플레이어가 카드를 사용하는 것에 달려 있는 반면(보드는 점수 계산 또는 카드 배치 안내용), 보드 게임(카드를 사용하는 주요 비카드 게임 장르)은 일반적으로 보드 상의 플레이어 위치에 초점을 맞추고 카드를 보조적인 목적으로 사용한다는 점이다.

## 역사

### 14세기와 15세기
플레잉 카드에 대한 최초의 유럽 기록은 1371년 카탈루냐어 운문 사전에서 발견된다. 이는 당시 카탈루냐 공국(현재 스페인의 일부)에서 카드가 "꽤 잘 알려져" 있었을 수 있음을 시사하며, 아마도 이집트의 맘루크 통치자들과의 해상 무역의 결과로 도입되었을 것이다. 1408년이 되어서야 두 명의 카드 사기꾼의 악용에 대한 문서에 첫 번째 카드 게임이 묘사된다. 비록 매우 간단한 게임이지만, 게임 이름은 언급되지 않는다. 사실 이름으로 언급된 가장 초기의 게임은 카르뇌펠이며, 1426년에 처음 언급되었고 오늘날에도 브루스, 크뉘펠른, 카이저슈필, 슈티리볼트를 포함한 여러 형태로 플레이되고 있다. 론파와 콘뎀나데도 15세기에 기록되었다.
14세기 후반 트릭테이킹 게임이 유럽에 등장한 이래로, 두 가지 주요 혁신만이 있었다. 첫 번째는 다른 모든 슈트의 카드를 이길 수 있는 힘을 가진 트럼프 카드의 도입이었다. 이러한 카드들은 처음에는 트리온피 (카드)라고 불렸으며, 여러 그림 카드로 구성된 별도의 영구 트럼프 슈트가 있는 타로 카드의 출현과 함께 처음 나타났다. 이러한 카드들의 최초의 알려진 예시는 1420년경 밀라노 공작의 주문으로 제작되었으며, 그리스와 로마 신들의 이미지가 있는 16개의 트럼프를 포함했다. 따라서 타로 카드로 플레이되는 게임들은 아주 일찍 등장하여 브리튼 제도, 이베리아반도, 발칸반도를 제외한 대부분의 유럽 지역으로 퍼져나갔다. 그러나 초기 타로 게임의 규칙은 알 수 없다. 어떤 언어로든 가장 초기의 자세한 설명은 1637년 느베르에서 아베 드 마롤이 출판한 것이다.
트럼프의 개념은 매우 강력하여 곧 값비싼 타로 카드와는 달리 훨씬 저렴한 일반 카드 팩으로 플레이되는 게임으로 옮겨졌다. 이 중 첫 번째는 트리옹프였으며, 그 이름은 단순히 이탈리아어 트리온피의 프랑스어에 해당한다. 1538년 이전에 증명되지는 않았지만, 그 첫 번째 규칙은 1509년에 모국을 떠나 밀라노로 가서 돌아오지 않은 스페인 사람에 의해 작성되었다. 따라서 이 게임은 15세기 후반으로 거슬러 올라갈 수 있다.
15세기로 거슬러 올라갈 수 있는 다른 게임으로는 글리크, 포헨(1441년 스트라스부르에서 증명된 보켄 또는 보켈스 게임), 그리고 서티원이 있다. 서티원은 1440년 이탈리아의 성 베르나르디노의 설교를 프랑스어로 번역한 문서에서 처음 언급되었으며, 그 이름은 실제로 두 가지 다른 카드 게임을 의미한다. 하나는 폰툰과 같고 다른 하나는 커머스와 같다.

### 16세기
16세기에는 인쇄된 문서가 필사본 자료를 대체했고, 카드 게임은 설교자, 자서전 작가 및 일반 작가들에게 인기 있는 주제가 되었다. 당시 프랑스와 유럽에서 유행했던 게임들의 주요 자료는 프랑수아 라블레의 작품으로, 그의 허구적 인물인 가르강튀아는 30가지가 넘는 카드 게임을 플레이했으며, 그 중 많은 게임이 식별 가능하다. 여기에는 알루에트, 베트, 센트, 코키메르트, 쿠쿠, 플러시 또는 플럭스, 지(짝), 글리크, 랑스크네트, 피케, 포스트 앤 페어, 프리메로, 론파, 트리옹프, 시퀀스, 투기, 타로, 트렌테-에-앙이 포함된다. 아마도 램스, 무슈, 브란델른도 포함될 수 있다. 히에로니무스 카르다누스 또한 트라폴라의 가장 초기의 규칙을 포함한 귀중한 정보를 제공한다. 가장 인기 있는 게임 중에는 이탈리아에서 시작하여 유럽 전역으로 퍼져나가 영국에서는 플러시와 프리메로로 알려진 플루소와 프리미에라 게임이 있었다.
영국에서 가장 초기에 알려진 유럽 피싱 게임은 1522년에 기록되었다. 또 다른 첫 기록은 1591년 플로리오가 언급한 루징 로덤으로, 이는 가장 초기에 알려진 영어 포인트 트릭 게임이다. 스코틀랜드에서는 1550년대에 증명된 모 게임이 시골 게임에서 왕실 게임으로 발전하여 제임스 6세의 총애를 받았다. 크리비지의 조상인 노디 게임은 1589년에 처음 언급되었으며, "노디"는 플레이 시작 시 트럼프로 뒤집힌 잭을 의미한다.

### 17세기
17세기에는 새로운 게임의 수가 급증하고, 최초의 규칙 세트가 등장했으며, 1632년에는 피케, 1634년에는 리버시스의 규칙이 나왔다. 최초의 프랑스 게임 총서인 라 메종 아카데믹은 1654년에 출판되었고, 1674년에는 찰스 코튼의 더 컴플리트 게이머가 뒤를 이었다. 그러나 그보다 이전인 1665년에서 1670년 사이에 프랜시스 윌러비의 게임 필사본이 작성되었다. 코튼은 노디의 후손인 고전적인 영어 게임 크리비지와 네 명의 플레이어가 각각 12장의 카드를 받고 딜러가 나머지 4장의 카드 더미에서 '강탈'하는 영어 트럼프 또는 러프('러프'는 당시 '강탈'을 의미)의 발전인 휘스트에 대한 최초의 규칙을 기록했다.
피케는 16세기에 프랑스에서 시작된 2인용 트릭테이킹 게임으로, 처음에는 36장의 카드로 플레이되었지만, 1690년경에는 팩이 32장으로 줄어들어 피케 팩이라는 이름이 붙었다. 리버시스는 플레이어가 트릭을 따는 것을 피하는 역전 게임으로, 이탈리아에서 발명되어 1600년경 프랑스에 상륙하여 유럽의 다른 나라로 빠르게 퍼진 것으로 보인다.
17세기 중반, 루이 14세의 재상이었던 쥘 마자랭 추기경의 이름을 딴 특정 게임이 프랑스 왕실에서 매우 인기를 끌었다. 혹 마자랭이라고 불리는 이 게임은 세 단계로 구성되었으며, 그 중 마지막 단계는 1682년 핼리 혜성의 출현으로 마닐이라고 이름이 변경된 훨씬 더 간단한 게임인 코메테로 발전했다. 코메테에서 목표는 자신의 손에 있는 모든 카드를 테이블에 놓인 순서대로 배열된 시퀀스에 가장 먼저 버리는 것이다. 그러나 '스톱' 또는 혹(hocs)이라고 불리는 특정 카드들이 있다. 이 카드들은 시퀀스를 끝내고 그것을 플레이한 사람에게 새로운 시퀀스를 시작할 수 있는 이점을 준다. 이 개념은 포크, 코메테, 엠프륀, 마닐, 낸존, 린도르를 포함한 다른 17세기 및 18세기 게임으로 확산되었다. 엠프륀을 제외한 모든 게임은 오늘날에도 어떤 형태로든 플레이되고 있다.
17세기는 트릭테이킹 게임에 도입된 두 가지 큰 혁신 중 두 번째인 입찰 개념이 도입된 시기이다. 이것은 스페인 게임 옴브르에서 처음 나타났는데, 이는 "당시 발명된 카드 게임 중 가장 성공적인 게임"이었던 트리옹프의 진화형이었다. 옴브르의 기원은 불분명하며, 프랑스에 옴므 또는 베트라는 게임이 존재한다는 사실로 인해 모호해진다. 옴브르와 옴므는 각각 스페인어와 프랑스어로 '남자'를 의미한다. 옴브르에서는 입찰에서 이긴 플레이어가 "남자"가 되어 다른 두 명과 혼자 대결했다. 이 게임은 유럽 전역으로 빠르게 퍼져나가 다양한 플레이어 수를 위한 변형 게임을 낳았고, 카드리유, 퀸틸, 미디아퇴르, 솔로 등으로 알려졌다. 카드리유는 18세기 영국에서 큰 인기를 끌었으며, 예를 들어 제인 오스틴의 오만과 편견에서 여러 번 언급된다.
독일어 게임의 첫 규칙은 1608년에 출판된 륌프펜(Rümpffen)에 대한 것으로, 이후 여러 판에서 확장되었다. 또한, 첫 번째 독일 게임 총서인 팔라메데스 레디비부스(Palamedes Redivivus)는 1678년에 출판되었는데, 호이크(혹), 옴브르, 피케(sic), 륌프펜, 투른슈필의 규칙이 포함되어 있다.

### 18세기
카드 게임의 진화는 계속 빠르게 진행되었으며, 브리스콜라와 트레세테(이탈리아), 샤프코프(바이에른), 자스(스위스), 오스트리아의 슈나프센과 독일의 식스티 식스의 조상인 마리아주, 그리고 대부분의 현대 중앙 유럽 타로 게임의 선조인 탭 타로크와 같은 주목할 만한 국가 게임들이 등장했다. 휘스트는 북유럽과 서유럽에서 매우 인기를 끌며 유럽 대륙으로 확산되었다. 프랑스에서는 코메테가 등장했으며, 이 게임은 나중에 낸존과 빅토리아 시대의 포프 조안으로 발전했다.

## 유형

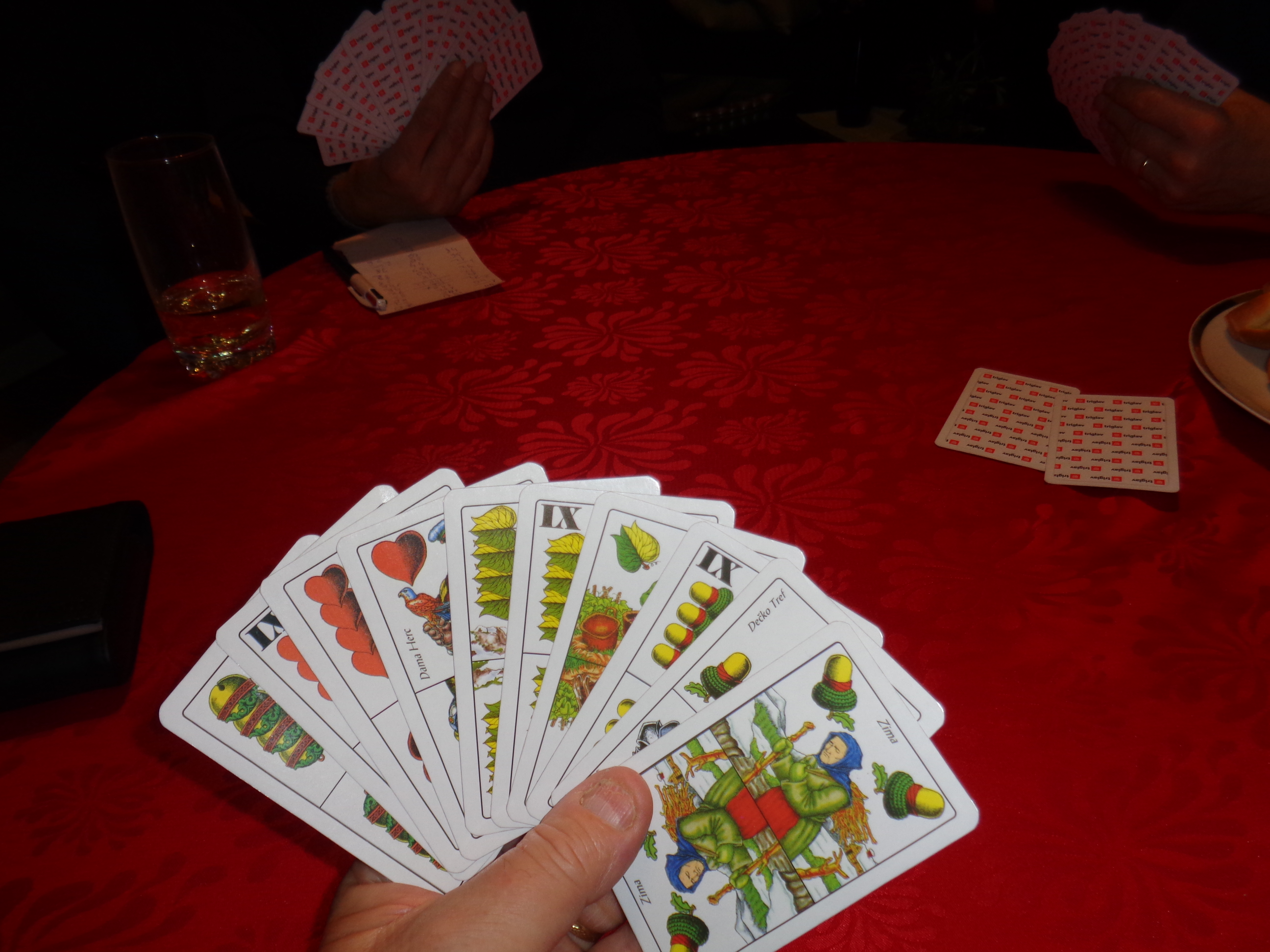
크로아티아에서 인기 있는 트릭테이킹 게임 버전인 프레페란스

카드 게임은 목적, 사용되는 장비(예: 카드 수 및 슈트 유형), 원산지 또는 메커니즘(게임 플레이 방식)에 따라 다르게 분류될 수 있다. 팔레트와 맥리오는 주로 메커니즘에 따라 카드 게임을 분류하며, 여기에는 아웃플레이, 카드 교환, 핸드 비교, 레이아웃 및 전투 및 컴펜디움 게임을 포함하는 기타 범주 등 다섯 가지 범주가 있다. 이들은 다음 섹션에서 설명된다.

## 아웃플레이 게임
플레이어가 카드 패를 가지고 테이블에 플레이해야 하는 가장 큰 범주의 게임이다. 플레이어가 모든 카드를 플레이하면 게임이 끝난다.

### 트릭테이킹 게임
트릭테이킹 게임은 아웃플레이 게임 중 가장 큰 범주이다. 플레이어는 일반적으로 동일한 수의 카드를 받고, 트릭은 각 플레이어가 테이블에 카드를 앞면으로 플레이하는 것을 포함한다. 이때 플레이 규칙은 어떤 카드를 플레이할 수 있고 누가 트릭을 이기는지를 규정한다.
목표가 다른 두 가지 주요 유형의 트릭테이킹 게임이 있다. 둘 다 여러 트릭의 플레이를 기반으로 하며, 각 트릭에서 각 플레이어는 손에서 한 장의 카드를 플레이하고, 플레이된 카드의 값에 따라 한 플레이어가 트릭을 이기거나 "따낸다". 일반 트릭 게임에서는 실제 카드와 상관없이 일정 수의 트릭, 특정 트릭 또는 가능한 한 많은 트릭을 이기는 것이 목표이다. 포인트 트릭 게임에서는 트릭의 수가 중요하지 않다. 중요한 것은 따낸 카드의 점수 값이다.

#### 일반 트릭 게임
많은 일반적인 영미권 게임은 일반 트릭 게임 범주에 속한다. 일반적인 목표는 가장 많은 트릭을 따는 것이지만, 모든 트릭을 따거나, 가능한 한 적은 트릭(또는 패널티 카드)을 만들거나, 정확한 수의 트릭을 따는 변형도 있다. 브리지, 휘스트, 스페이드가 인기 있는 예시이다. 하트, 블랙 레이디, 블랙 마리아는 특정 카드를 피하는 것이 목표인 리버스 게임의 예시이다. 일반 트릭 게임은 다음 11개 그룹으로 나눌 수 있다.
- 휘스트 그룹. 휘스트 팩이 사용되며 카드는 자연 순서로 배열되고, 네 명의 플레이어가 두 명씩 파트너십을 맺고 플레이한다. 일반적으로 카드 뒤집기 또는 입찰을 통해 트럼프 슈트가 지정되며, 목표는 가능한 한 많은 트릭을 따는 것이다.
- 노 트럼프 게임. 위와 같지만 트럼프 슈트가 없다.
- 풋 그룹. 풋에서는 슈트에 상관없이 가장 높은 카드가 트릭을 딴다. 트레이가 보통 가장 높다.
- 마지막 트릭 그룹. 마지막 트릭을 만든 플레이어가 승리(또는 패배)한다.
- 트럼프 그룹. 트럼프 게임 중 카드를 적게 분배하거나(예: 5장) 선택된 슈트가 있는 경우.
- 옴브르 그룹. 옴브르는 카드 게임 역사상 가장 중요한 두 가지 특징 중 하나인 입찰을 도입했다. 이 계열의 다른 공통적인 특징은 3장의 마타도르 (카드)와 분배되지 않은 카드 더미인 탈론 (카드)이다.
- 보스턴 그룹. 보스턴 그룹의 게임은 휘스트처럼 플레이되지만, 플레이어는 입찰 결과에 따라 2명 또는 3명의 연합을 형성한다.
- 옥션 휘스트 그룹. 옥션 휘스트 게임은 고정된 파트너십과 플레이할 계약을 결정하기 위한 경매를 포함한다.
- 프레페란스 그룹. 프레페란스 계열의 게임은 일반적으로 3명의 플레이어가 32장 카드 팩에서 각각 10장의 카드를 가지고 다른 두 명과 혼자 플레이하기 위해 입찰한다.
- 정확한 입찰 그룹. 플레이어는 자신이 딸 것으로 예상하는 트릭의 정확한 수를 입찰하며, 이기기 위해 그 수를 달성해야 한다.
- 멀티 트릭 그룹. 주로 동양 게임으로, 여러 장의 카드를 한 번에 트릭에 낼 수 있다. 그러나 브루스와 같은 일부 유럽 트럼프 그룹 게임도 이 기능을 포함한다.

#### 포인트 트릭 게임
포인트 트릭 게임은 모두 유럽 또는 유럽 기원이며 타로 카드 게임을 포함한다. 개별 카드는 특정 점수 값을 가지며, 목표는 일반적으로 트릭을 따서, 특히 높은 가치의 카드를 따서 대부분의 점수를 모으는 것이다. 약 9개의 주요 그룹이 있다.
- 타로 게임. 모든 타로 게임은 타로 카드를 게임을 플레이하는 원래 목적으로 사용하며, 프랑스 또는 스페인 슈트를 사용한다. 타로는 특별한 트럼프 슈트를 형성하며, 계산 카드는 가장 높은, 두 번째로 높은, 가장 낮은 트럼프와 코트 카드이다. 일반적으로 특정 업적 또는 카드 조합에 대한 보너스가 있으며, 대부분의 게임에는 플레이어가 입찰할 수 있는 여러 계약이 있다. 주목할 만한 예시로는 독일의 체고, 오스트리아의 타록, 프랑스 타로, 이탈리아의 민치아테가 있다.
- 마닐 그룹. 주로 프랑스와 스페인 게임으로 구성된 작은 그룹으로, 스페인 게임에서는 9가, 벨기에 및 프랑스 게임에서는 10이 가장 높은 카드인 것이 특징이다. 추가 카운터는 AKQJ이다.
- 쿠이용 그룹. 베네룩스 국가들의 작은 그룹으로, 카운터와 가장 높은 카드는 에이스(4), 킹(3), 퀸(2), 잭(1)이다. 대표적인 멤버는 룩셈부르크의 콘터 아 매트이다.
- 트라폴라 그룹. 이 계열은 거의 멸종되었다. 그 선조인 트라폴라는 1500년대에 등장한 베네치아 게임으로, 오늘날에도 피아트니크에서 구할 수 있는 특별한 팩으로 플레이되었다. 카운터는 에이스(6), 킹(5), 나이트(4), 잭(3)이다. 특정 트릭 승리 업적에 대한 보너스가 있었다.
- 올 포스 그룹. 오래된 영국 게임인 올 포스를 기반으로 하며, 하이(가장 높은 트럼프), 로우(가장 낮은 트럼프), 잭(트럼프의) 및 게임(가장 많은 카드 점수)에 대한 게임 점수가 있었다. 이 그룹의 현존하는 멤버로는 미국의 피치, 영국의 팻, 아일랜드의 돈이 있다.
- 에이스-텐 게임. 에이스-텐 패밀리에는 독일의 스카트, 프랑스의 벨로트, 네덜란드의 클라베르야스, 오스트리아의 슈나프센, 스페인의 투테, 스위스의 자스, 포르투갈의 수에카, 이탈리아의 브리스콜라, 체코의 마리아시를 포함한 대부분의 유럽 국가 게임이 포함된다. 피노클은 프랑스 또는 스위스 기원의 미국 예시이다. 에이스-텐 게임은 다시 샤프코프 그룹, 결혼 그룹(자스 그룹 포함), 세드마 그룹, 독일 타록 그룹(미국의 개구리 및 식스 비드 솔로와 같은 게임 포함)으로 세분될 수 있다.
- 트레세테 그룹. 트레세테는 32AKQJ7654의 이상한 카드 서열을 가진 이탈리아 게임이다. 에이스는 1점, 트레이, 듀스와 코트는 각각 1⁄3점이다. 대부분은 트레세테의 이탈리아 변형이지만, 레 콰트르 셉트는 캐나다에서 플레이된다.
- 리버스 게임. 역사적으로 가장 중요했던 게임은 리버시스였지만, 현재는 거의 플레이되지 않는다. 오늘날 가장 잘 알려진 리버스 게임은 블랙 레이디이며, 종종 하트라고 불리지만, 그 이름은 더 간단한 리버스 게임도 지칭한다. 리버스 게임은 종종 컴펜디움 게임에 등장한다.
- 기타 게임. 여기에는 킹-텐-파이브 그룹과 같은 작은 동양 게임군이 포함되며, 이 그룹에서는 킹과 텐(각각 10점)과 파이브(5점)가 카운터이고, AKQJT가 각각 1점의 가치를 가지는 픽처 그룹이 있으며, 서양의 유일한 예시는 엘펀이다. 역사적으로 흥미로운 게임으로는 글리크와 페니치가 있으며, 쿠코는 특별한 쿠코 팩으로 플레이되는 게임이다.

### 이기기 게임
이기기 게임에서는 방금 플레이된 카드를 가능하다면 이기는 것이 목표이며, 그렇지 않으면 혼자 또는 다른 카드와 함께 카드를 집어 패에 추가해야 한다. 많은 이기기 게임에서는 모든 카드를 버리는 것이 목표이며, 이 경우 "버리기 게임"이기도 하다. 잘 알려진 예로는 크레이지 에이트, 마우마우, 두라크, 스키트구베가 있다.

### 덧셈 게임
이것은 현재는 사라진 노디를 조상으로 하는 작은 그룹이지만, 훨씬 더 복잡한 코스틀리 컬러즈와 크리비지를 만들어냈다. 플레이어들은 차례대로 카드를 플레이하고 카드의 값을 더한다. 목표는 특정 합계에 도달하거나 피하고, 특정 조합에 대해 점수를 얻는 것이다.

### 피싱 게임
피싱 게임에서는 손에 든 카드를 테이블에 놓인 카드 패와 비교하여 일치하면 테이블 카드를 가져간다. 피싱 게임은 중국을 비롯한 많은 나라에서 인기가 있으며, 중국에는 다양한 피싱 게임이 있다. 스코파는 이탈리아의 국민 카드 게임 중 하나로 여겨진다. 카시노는 영어권 국가에서 널리 플레이되는 유일한 피싱 게임이다. 츠비커는 독일에서 플레이되는 "카시노의 더 간단하고 즐거운 버전"으로 묘사되었다. 타블라넷 (tablić)은 발칸반도에서 인기 있는 피싱 스타일 게임이다.

### 매칭 게임
매칭 (또는 때로는 "멜딩") 게임의 목표는 상대방이 특정 카드 그룹을 획득하기 전에 자신이 획득하는 것이다. 러미에서는 카드를 뽑고 버리는 방식으로 이루어지며, 그룹을 멜드라고 부른다. 마작은 카드 대신 타일을 사용하는 매우 유사한 게임이다. 러미가 아닌 매치 유형 게임의 예로는 일반적으로 "피싱" 장르에 속하며 어린이 게임인 고 피시와 도둑잡기가 있다.

### 전쟁 그룹
전쟁 그룹 게임은, "잡고 모으는 게임" 또는 "누적 게임"이라고도 불리며, 덱의 모든 카드를 획득하는 것이 목표이다. 예시로는 대부분의 전쟁 유형 게임과 슬랩잭과 같은 버리는 카드 더미를 때리는 게임이 있다. 이집션 랫스크루는 이 두 가지 특징을 모두 가지고 있다.

### 클라이밍 게임
클라이밍 게임은 동양 게임으로, 방금 플레이된 카드 또는 카드 조합보다 더 높은 카드 또는 조합을 플레이하는 것이 목표이다. 또는 플레이어가 패스하거나, 이길 수 있더라도 패스하기를 선택할 수 있다. 유일한 서양 예시는 프레지던트 게임으로, 아마도 아시아 게임에서 유래했을 것이다.

## 카드 교환 게임
카드 교환 게임은 플레이어가 손에 든 카드와 테이블 카드 또는 다른 플레이어와 카드를 교환하는 또 다른 큰 범주로, 일반적으로 특정 카드 또는 카드 조합을 수집하는 것을 목표로 한다. 러미 계열의 게임이 가장 잘 알려져 있다.

### 뽑고 버리기 그룹
이 게임에서 플레이어는 스톡에서 카드를 뽑고, 가능하다면 또는 원한다면 움직임을 취한 다음, 버림 카드 더미에 카드를 버린다. 이 그룹의 거의 모든 게임은 러미 계열이지만, 골프는 러미가 아닌 예시이다.

### 커머스 그룹
이름에서 알 수 있듯이 플레이어는 손에 든 카드를 테이블의 공통 카드 풀과 교환한다. 예시로는 슈비멘, 켐프스, 제임스 본드 및 위스키 포커가 있다. 이들은 오래된 유럽 게임인 서티원과 커머스에서 유래했다.

### 쿠쿠 그룹
다양한 나라에서 다양한 형태로 플레이되는 매우 오래된 라운드 게임이다. 플레이어는 단 한 장의 카드를 받으며, 가장 낮은 카드 또는 때로는 특정 벌칙 카드를 피하기 위해 이웃과 카드를 교환하려고 시도할 수 있다. 오래된 프랑스 게임은 쿠쿠이고, 이후의 영어 사촌은 랜터 고 라운드이며, 체이스 더 에이스(Chase the Ace)와 스크루 유어 네이버(Screw Your Neighbour)라고도 불린다.
특별한 카드로 플레이되는 이러한 게임 계열에는 이탈리아의 쿠쿠, 스칸디나비아의 그나브, 오스트리아의 헥센슈필, 독일의 포겔슈필이 포함된다.

### 쿼텟 그룹
카드 세트를 모으는 게임으로, 가장 잘 알려진 것은 해피 패밀리즈이다. 독일어 버전인 쿼텟(Quartett)은 스카트 팩으로 플레이할 수도 있지만, 전용 팩으로 플레이하는 경우가 훨씬 더 많다.

### 카드 넘기기 그룹
이웃에게 카드를 넘기는 게임. 고전적인 게임은 도둑잡기이며, 이는 독일의 블랙 피터에서 유래했으며 프랑스 게임 비외 가르송과 관련이 있을 수 있다. 피그는 돈키와 스푼스와 같은 변형과 함께 인기가 많다.

## 레이아웃 게임

### 페이선스 또는 솔리테어 게임
대부분의 페이선스 또는 카드 솔리테어 게임은 한 명의 플레이어가 플레이하도록 설계되었지만, 일부는 두 명 이상의 플레이어가 경쟁하도록 설계되었다.

#### 1인용 페이선스 또는 솔리테어
페이선스 게임은 북유럽에서 시작되었으며, 한 명의 플레이어를 위해 설계되었으므로 나중에 북미에서는 솔리테어라고 불렸다. 대부분의 게임은 타블로라고 불리는 특정 카드 배열로 시작하며, 목표는 더 정교한 최종 배열을 만들거나, 모든 카드를 하나 이상의 버림 카드 더미 또는 파운데이션 카드 더미로 이동하여 타블로 및 카드 뽑는 더미 또는 스톡을 비우는 것이다.

#### 경쟁 페이선스
경쟁 페이선스에서는 두 명 이상의 플레이어가 페이선스 또는 솔리테어와 유사한 타블로를 가장 먼저 완성하기 위해 경쟁한다. 일부는 공통 레이아웃을 사용하고, 다른 일부는 각 플레이어가 별도의 레이아웃을 사용한다. 인기 있는 예로는 스파이트 앤 말리스, 레이싱 데몬 또는 너츠, 스핏, 스피드, 러시안 뱅크가 있다.

### 연결 게임
가장 일반적인 게임은 카드 도미노이며, 판탄 또는 의회라고도 불린다. 이 게임의 목표는 중앙 카드(52장 카드 게임에서는 7, 32장 팩에서는 운터)를 중심으로 네 개의 슈트를 순서대로 쌓는 것이다. 승자는 가장 먼저 모든 카드를 없앤 플레이어이며, 패자는 가장 마지막에 카드를 들고 있는 플레이어이다.

## 핸드 비교 게임
핸드 비교 게임은 주로 카드를 사용하는 도박 게임으로, 비교 카드 게임이라고도 불린다. 플레이어는 초기 베팅을 하고, 카드를 분배받으며, 카드를 교환하거나 추가할 수 있거나 없을 수 있고, 베팅을 올릴 수 있거나 없을 수 있다. 결과는 카드 값 또는 조합의 어떤 형태의 비교에 의해 결정된다. 주요 그룹은 경쟁 게임과 뱅킹 게임이다. 주로 동양 게임의 작은 그룹으로는 플레이어가 비교하기 전에 자신의 핸드를 나누는 분할 게임이 있다.

### 경쟁 게임
경쟁 게임은 플레이어가 누가 최고의 패를 가졌는지에 대해 베팅하거나 "경쟁"하는 게임이다. "쇼다운"에서 최고의 핸드 카드 조합을 가진 플레이어 또는 다른 플레이어가 폴드하도록 블러핑할 수 있는 플레이어가 핸드를 이긴다. 전 세계적으로 이 그룹에서 가장 잘 알려진 게임은 포커이며, 그 자체로 100가지 이상의 변형이 있는 게임 가족이다. 다른 예로는 영국의 브래그와 오래된 바스크 게임인 무스가 있다. 대부분은 도박 게임으로 분류될 수 있으며, 블러핑 및 확률 기억 및 평가 측면에서 기술을 포함할 수 있지만, 카드 플레이 기술은 거의 또는 전혀 포함하지 않는다.

#### 포커 게임
포커는 플레이어들이 팟이라고 불리는 자금 풀에 베팅하는 도박 게임의 한 종류로, 게임이 진행됨에 따라 그 가치가 변하며, 랭킹 시스템에 따라 자신이 가진 패의 가치가 다른 모든 패를 이길 것이라고 베팅한다. 변형 게임들은 주로 카드 분배 방식과 플레이어가 패를 개선하는 방식에서 차이가 난다. 그 역사와 서구 군대에서의 인기 등 여러 가지 이유로, 포커는 현존하는 가장 보편적으로 알려진 카드 게임 중 하나이다.

### 뱅킹 게임
이것들은 플레이어들이 서로 경쟁하는 것이 아니라 은행가와 경쟁하는 돈 또는 칩으로 플레이되는 도박 게임이다. 이 게임들은 일반적으로 카지노에서 플레이되지만, 많은 게임이 사탕, 성냥개비 또는 점수를 위해 집에서 플레이되는 등 가내 게임으로 자리 잡았다. 카지노 게임에서는 은행가가 카지노의 이익을 보장하는 '하우스 우위'를 갖는다. 인기 있는 카지노 게임으로는 블랙잭과 바카라가 있으며, 폰툰은 제1차 세계 대전의 참호에서 나와 인기 있는 영국 가족 게임이 된 블랙잭의 사촌 격 게임이다.

## 기타 게임
이 게임들은 앞서 언급된 어떤 범주에도 속하지 않는다. 이 그룹의 유일한 전통 게임은 최소 200년 전으로 거슬러 올라가는 컴펜디움 게임과 19세기 거래 게임인 투기이다.

### 컴펜디움 게임
컴펜디움 게임은 연속적으로 플레이되는 여러 개의 다른 계약으로 구성된다. 일반적인 패턴은 일정 수의 리버스 거래가 플레이되며, 여기서 목표는 특정 카드를 피하는 것이고, 이어서 최종 계약은 도미노 유형 게임이다. 예시로는 바르부, 헤르첼른, 로룸, 로스비라츠카가 있다. 쿼들리벳과 룸펠과 같은 다른 게임에서는 매우 다양한 계약들이 있다.

### 전투 게임
1970년 이전에는 기록되지 않은 새로운 장르로, 대부분은 수집용 카드 게임 유형의 독점 카드를 사용한다(아래 참조). 가장 초기의 예시는 커틀이며, 가장 잘 알려진 것은 매직 더 개더링이다.

## 목적별 카드 게임
카드 게임을 분류하는 또 다른 광범위한 방법은 목적에 따른 것이다. 네 가지 주요 유형과 기타 여러 가지 목적을 가진 소수의 게임이 있다.

### 잡기 게임
이 게임들의 목표는 카드를 잡거나 잡지 않는 것이다. 이는 다음과 같이 나눌 수 있다.
- 가장 많은 카드. 가능한 한 많은 카드를 잡는 것이 목표이다. 대부분의 플레인 트릭 게임이 이 그룹에 속한다.
- 가장 적은 카드. 컴펜디움 게임에서 흔하며, 그 외에는 드물다. 종종 미제르, 베텔, 널 또는 놀로로 알려진 게임 내의 계약으로 발생한다.
- 정확한 수의 카드. 정확한 입찰 그룹의 게임에서 이기려면 플레이어는 입찰한 트릭의 정확한 수를 따야 한다.
- 가장 많은 점수. 포인트 트릭 게임과 대부분의 피싱 게임에서 목표는 카드에서 가장 많은 점수를 잡는 것이다.
- 가장 적은 점수. 일부 또는 모든 카드는 벌칙 점수를 발생시키므로, 목표는 가능한 한 적은 점수를 잡는 것이다.
- 정확한 점수. 플레이어가 특정 점수를 얻는 것을 목표로 하는 작은 그룹으로, 예를 들어 디페렌츠러 자스가 있다.
- 가장 많거나 가장 적은 점수. 일부 자스 게임(예: 몰로토프)에서는 가장 많거나 가장 적은 점수를 확보하는 것이 목표이며, 중간에 있는 플레이어가 패자가 된다.
- 마지막 트릭 승리. 투펜과 같은 게임에서는 마지막 트릭을 따는 플레이어가 승리한다. 이전 트릭은 모두 무관하다. 일부 게임에서는 마지막 트릭을 따거나 특정 카드로 따는 것에 대한 보너스 또는 추가 점수도 있다.
- 마지막 트릭 패배. 크립킬레와 같은 소수의 게임에서는 마지막 트릭을 잃는 것이 목표이다.
- 혼합 목표. 일부 게임(예: 카이저)은 긍정적인 점수 카드와 부정적인 점수 카드를 모두 가지고 있다.

### 버리기 게임
버리기 게임은 누적 게임이라고도 불리며, 플레이어는 카드 패를 가지고 시작하며, 게임의 목표는 자신의 손에 있는 모든 카드를 가장 먼저 버리는 것이다. 일반적인 버리기 게임으로는 크레이지 에이트 (마텔에 의해 우노로 상업화됨)와 대부호가 있다. 유사한 게임으로는 스위치, 마우마우 또는 홋!이 있다. 일부 매칭 유형 게임도 버리기 유형 게임이며, 파스카후수, 페이스 10, 루미큐브와 같은 러미 변형, 블러핑 게임인 아이 다우트 잇, 그리고 어린이 게임인 무스타 마이자와 도둑잡기는 모두 두 범주에 속한다.

### 조합 게임
많은 게임에서 목표는 카드의 조합을 형성하는 것이다: 덧셈, 세트 맞추기 또는 시퀀스 형성. 모든 러미 게임은 마지막 두 원리를 기반으로 하지만, 기본적인 변형에서는 최종 목표가 카드를 버리는 것이므로 버리기 게임이다(위 참조). 그러나 카나스타 또는 롬메와 같은 멜드 점수 변형은 진정한 조합 게임이다.

### 비교 게임
비교 카드 게임은 핸드 값을 비교하여 승자를 결정하는 게임으로, "경쟁" 또는 "쇼다운" 게임이라고도 알려져 있다. 포커, 블랙잭, 무스, 바카라가 비교 카드 게임의 예시이다. 보시다시피 이 게임들은 거의 모두 도박 게임으로 설계되었다.

## 술자리 게임
음주 카드 게임은 카드를 사용하는 술자리 게임으로, 게임을 플레이하는 목적은 술을 마시거나 다른 사람에게 술을 마시게 하는 것이다. 많은 게임은 "음주 규칙"을 설정한 일반적인 카드 게임이다. 예를 들어 프레지던트는 대부호와 거의 동일하지만, 음주에 관한 추가 규칙이 있다. 포커도 여러 잔의 술을 베팅으로 사용하여 플레이할 수 있다. 음주 게임으로 자주 플레이되는 또 다른 게임은 투펀으로, 네덜란드에서 꽤 인기가 있다. 일부 카드 게임은 음주 게임으로 플레이하기 위해 특별히 설계되었다.

## 독점 게임
이것들은 전용 덱으로 플레이되는 카드 게임이다. 다른 많은 카드 게임들은 상업적 또는 아마추어적 기반으로 디자인되고 출판되었다. 몇몇 경우에는 게임이 표준 52장 덱을 사용하지만, 목표는 독특하다. 예를 들어 엘레우시스에서는 플레이어가 단일 카드를 플레이하고, 딜러가 만든 기본 규칙을 알아내기 위해 플레이가 합법적인지 불법적인지 알려준다.
그러나 이 게임들 대부분은 일반적으로 게임(또는 그 변형)을 위해 특별히 제작된 카드 덱을 사용한다. 따라서 덱은 일반적으로 독점적이지만, 게임 플레이어가 직접 만들 수도 있다. 우노, 페이스 10, 세트, 1000 블랭크 화이트 카드는 인기 있는 전용 덱 카드 게임이다. 1000 블랭크 화이트 카드는 게임의 카드가 게임을 플레이하면서 플레이어에 의해 디자인된다는 점에서 독특하다. 상업적으로 판매되는 덱은 없다.

### 트레이딩 카드 게임 (CCG)
트레이딩 카드 게임(CCG)은 독점적인 플레잉 카드 게임이다. CCG는 두 명 이상의 플레이어 간의 전략 게임이다. 각 플레이어는 상업 시장의 매우 방대한 고유 카드 풀에서 구성된 자신만의 덱을 가지고 있다. 카드는 다양한 효과, 비용 및 예술을 가지고 있다. 새로운 카드 세트는 주기적으로 출시되며 스타터 덱 또는 부스터 팩으로 판매된다. 다른 카드를 얻는 것은 이 게임을 수집용 카드 게임으로 만들며, 카드는 2차 시장에서 판매되거나 거래된다. 매직 더 개더링, 포켓몬 카드 게임, 유희왕은 잘 알려진 수집용 카드 게임이다.

### 리빙 카드 게임 (LCG)
리빙 카드 게임(LCG)은 수집형 카드 게임(CCG)과 유사하며, 가장 두드러진 특징은 고정된 배포 방식이다. 이는 전통적인 수집형 카드 게임 형식에서 벗어난 것이다. CCG의 새 카드는 일반적으로 스타터 덱이나 부스터 팩(후자는 종종 무작위) 형태로 판매되는 반면, LCG는 플레이어가 게임을 플레이하기 위해 하나의 코어 세트를 구매해야 하는 모델을 기반으로 한다. 플레이어는 새로운 콘텐츠를 포함하는 추가 세트나 확장팩을 구매하여 게임을 더욱 맞춤 설정할 수 있다. 이 과정에는 무작위성이 전혀 없으므로, 동일한 세트나 확장팩을 구매하는 플레이어는 정확히 동일한 콘텐츠를 얻게 된다. 이 용어는 판타지 플라이트 게임즈(FFG)에 의해 대중화되었으며 주로 이 회사의 제품에 적용되지만, 일부 테이블톱 게임 회사에서도 매우 유사한 모델을 사용하고 있다.

### 시뮬레이션 카드 게임
맞춤형 전용 카드 또는 표준 플레잉 카드 덱에 의미를 할당하여 예를 들어 카드 축구와 같은 다른 활동의 동작을 시뮬레이션하는 데 사용된다.

## 가상의 카드 게임
많은 게임, 특히 카드 게임은 공상 과학 작가와 시나리오 작가에 의해 이야기에 묘사된 문화를 현재의 서구 문화와 분리시키기 위해 만들어진다. 이는 주로 술집이나 휴게실과 같은 분위기에서 배경 활동을 묘사하는 데 사용되지만, 때로는 드라마가 게임 플레이를 중심으로 전개되기도 한다. 이러한 게임 중 일부는 지적 재산권 소유자가 적절한 덱과 규칙 세트를 개발하고 판매함에 따라 실제 카드 게임이 되기도 하지만, 다른 일부는 규칙에 대한 충분한 설명이 없거나 비현실적이거나 물리적으로 불가능한 카드 또는 기타 하드웨어에 의존한다.

## 카드 게임의 일반적인 구조

### 플레이어의 수와 관계

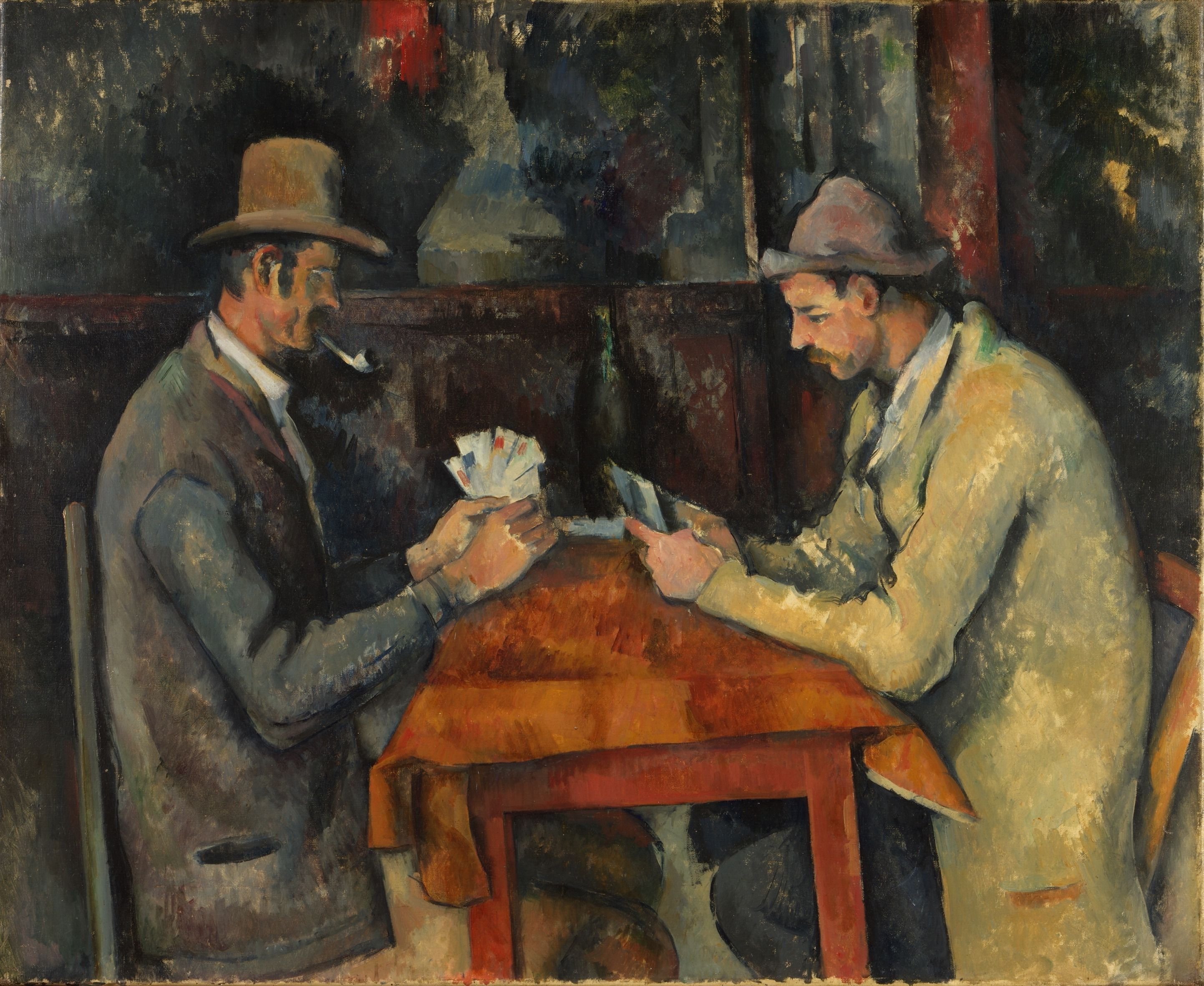
폴 세잔의 1895년 작 카드놀이하는 사람들

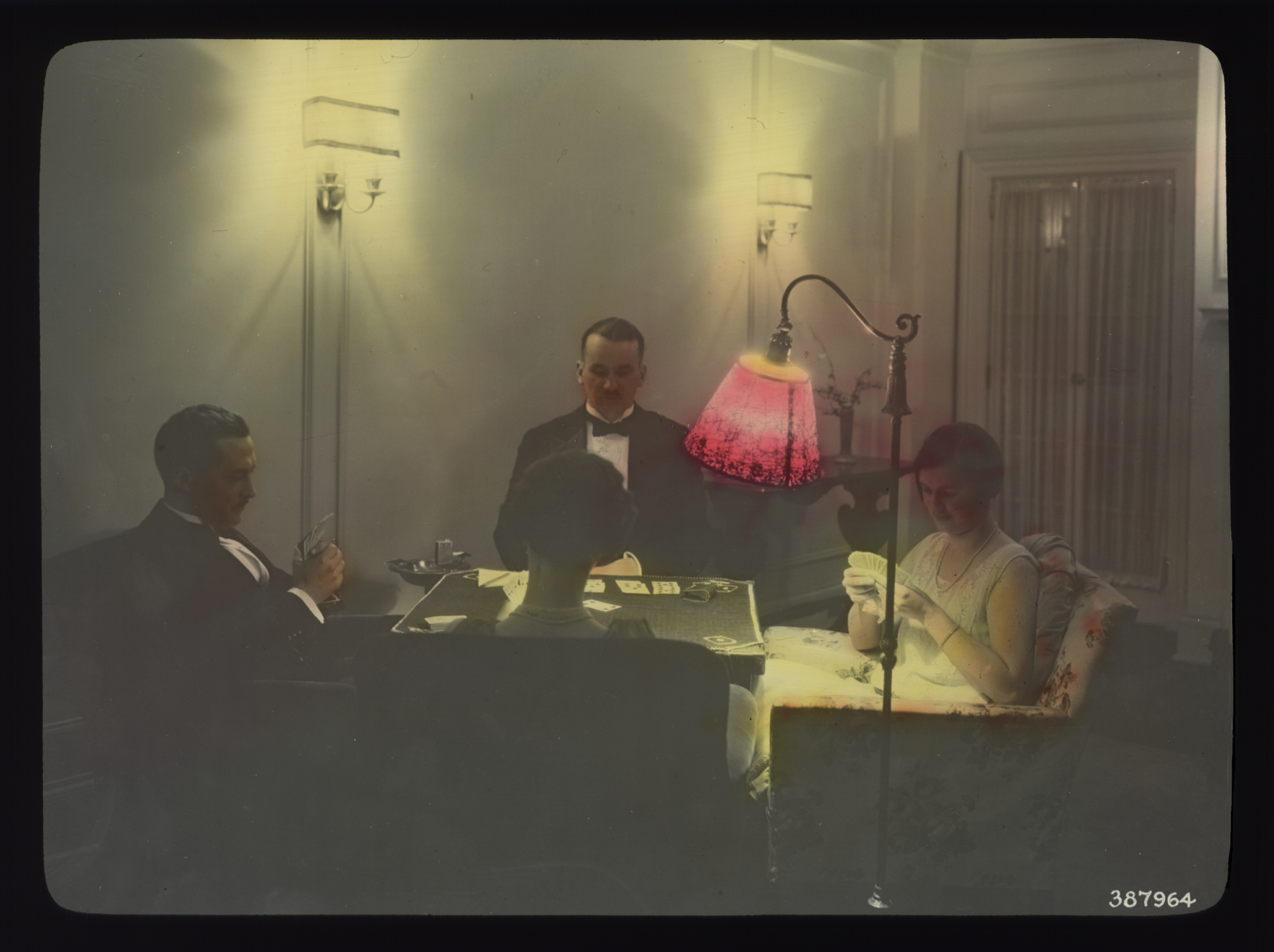
역사적으로 휘스트와 콘트랙트 브리지와 같은 카드 게임은 조용한 사교의 기회였다. 1930년대 시애틀, 워싱턴에서 찍힌 이 환등기 사진에서 볼 수 있다.

특정 카드 게임은 플레이어 수에 제한을 둔다. 가장 중요한 구분선은 1인용 게임과 2인용 게임, 그리고 2인용 게임과 다인용 게임 사이에 있다. 1인용 카드 게임은 솔리테어 또는 페이선스 카드 게임으로 알려져 있다. (솔리테어 카드 게임 목록 참조.) 일반적으로 이러한 게임은 여러 면에서 특별하고 비정형적이지만, 그중 일부는 스파이트 앤 말리스와 같은 2인용 또는 다인용 게임을 탄생시켰다.
2인용 카드 게임에서는 일반적으로 모든 카드가 플레이어에게 분배되지 않는다. 그렇지 않으면 게임 상태에 대한 완벽한 정보를 갖게 되기 때문이다. 2인용 게임은 항상 엄청난 인기를 누려왔으며, 피케, 베지크, 식스티 식스, 클라베르야스, 진 러미, 크리비지와 같은 가장 중요한 카드 게임 중 일부를 포함한다. 많은 다인용 게임은 플레이어 수가 더 많도록 각색된 2인용 게임으로 시작되었다. 이러한 각색을 위해서는 게임 방향 선택부터 시작하여 여러 가지 비자명적인 선택이 이루어져야 한다.
2인용 게임을 더 많은 플레이어로 확장하는 한 가지 방법은 동일한 크기의 두 팀을 구성하는 것이다. 일반적인 경우는 휘스트와 콘트랙트 브리지처럼 네 명의 플레이어가 두 명씩 고정된 파트너십을 맺고 교차로 앉는 경우이다. 파트너는 서로 마주 보고 앉으며 서로의 패를 볼 수 없다. 파트너 간의 의사소통이 허용되더라도, 일반적으로 허용되는 기호 및 신호의 특정 목록으로 제한된다. 17세기 프랑스 파트너십 게임인 트리옹프와 같은 게임은 파트너가 옆에 앉아 카드를 교환하거나 순서 없이 플레이하지 않는 한 자유롭게 의사소통할 수 있었다는 점에서 특별했다.
2인용 게임을 더 많은 플레이어로 확장하는 또 다른 방법은 모든 플레이어가 각자 플레이하고 혼자 승패를 결정하는 각자 플레이 게임이다. 대부분의 이러한 카드 게임은 라운드 게임으로, 즉 두세 명부터 시작하여 모든 플레이어에게 충분한 카드가 있는 한 어떤 수의 플레이어도 플레이할 수 있다.
옴브르, 타로, 스카트와 같은 가장 흥미로운 게임 중 일부는 플레이어 간의 연합이 패마다 바뀐다. 궁극적으로 플레이어는 모두 스스로 플레이하지만, 각 패마다 어떤 게임 메커니즘이 플레이어를 두 팀으로 나눈다. 가장 일반적으로 이들은 솔로 게임으로, 즉 한 플레이어가 솔리스트가 되어 다른 플레이어들(팀을 형성하여 공동으로 점수를 얻거나 잃는)에 대항하여 어떤 목표를 달성해야 하는 게임이다. 그러나 세 명 이상의 플레이어가 참여하는 게임에서는 두 명의 플레이어를 선택하여 다른 플레이어들에 대항하게 하는 메커니즘도 있을 수 있다.

### 플레이 방향
카드 게임의 플레이어는 일반적으로 테이블이나 카드를 놓을 수 있는 다른 공간 주위에 원을 이룬다. 세 명 이상의 플레이어에게만 관련 있는 게임 방향은 시계 방향 또는 반시계 방향일 수 있다. 이는 게임 내 다양한 역할이 진행되는 방향이다. (실시간 카드 게임에서는 플레이 방향이 필요 없을 수도 있다.) 대부분의 지역에는 전통적인 플레이 방향이 있다. 예를 들면:
- 대부분의 아시아와 라틴 아메리카에서는 반시계 방향.
- 북미와 호주에서는 시계 방향.

유럽은 대략 북부의 시계 방향 지역과 남부의 반시계 방향 지역으로 나뉜다. 경계는 잉글랜드, 아일랜드, 네덜란드, 독일, 오스트리아(대부분), 슬로바키아, 우크라이나, 러시아(시계 방향)와 프랑스, 스위스, 스페인, 이탈리아, 슬로베니아, 발칸반도, 헝가리, 루마니아, 불가리아, 그리스, 튀르키예(반시계 방향) 사이에 걸쳐 있다.
강한 선호도가 있는 지역에서 유래한 게임은 종종 반대 방향을 선호하는 지역에서도 처음에는 원래 방향으로 플레이된다. 공식 규칙이 있고 토너먼트에서 플레이되는 게임의 경우, 플레이 방향은 종종 해당 규칙에 명시되어 있다.

### 딜러 결정하기
대부분의 게임에는 플레이어 간에 어떤 형태의 비대칭성이 존재한다. 플레이어의 역할은 일반적으로 딜러, 즉 카드를 섞고 플레이어에게 분배하는 임무를 가진 플레이어의 관점에서 표현된다. 딜러가 되는 것은 게임에 따라 (사소하거나 중대한) 이점 또는 불이익이 될 수 있다. 따라서 각 플레이된 핸드 후에는 딜러 역할이 게임 방향에 따라 다음 플레이어에게 넘어간다.
최초 딜러가 되는 것이 여전히 유리하거나 불리할 수 있으므로, 최초 딜러를 결정하는 몇 가지 표준적인 방법이 있다. 일반적인 방법은 컷팅으로, 다음과 같이 작동한다. 한 플레이어가 덱을 섞고 테이블에 놓는다. 각 플레이어는 덱 상단에서 카드 묶음을 들어올리고, 맨 아래 카드를 공개한 다음, 덱에 되돌려 놓는다. 가장 높은(또는 가장 낮은) 카드를 공개한 플레이어가 딜러가 된다. 동점인 경우, 동점인 플레이어들이 이 과정을 반복한다. 휘스트와 같은 일부 게임에서는 이 컷팅 과정이 공식 규칙의 일부이며, 컷팅 목적의 카드 계층(게임에서 일반적으로 사용되는 것과 동일하지 않을 수 있음)도 명시되어 있다. 그러나 일반적으로 2인용 게임의 경우 동전 던지기, 한 플레이어가 에이스를 뽑을 때까지 카드 뽑기, 주사위 굴리기 등 어떤 방법이든 사용할 수 있다.

### 핸드, 라운드, 게임
핸드(패)는 아래 설명된 대로 딜러가 카드를 섞고 분배하는 것으로 시작하여 플레이어가 점수를 매기고 다음 딜러가 결정되는 것으로 끝나는 게임의 단위이다. 각 플레이어가 받아 손에 쥐는 카드 세트 또한 그 플레이어의 핸드라고 불린다.
핸드는 플레이어가 자신의 패를 모두 플레이하면 끝난다. 대부분의 경우 이는 한 플레이어(또는 모든 플레이어)가 카드를 모두 소진했을 때 발생한다. 딜러 다음으로 플레이 방향에 따라 앉는 플레이어는 엘디스트 핸드(또는 2인 게임에서는 엘더 핸드) 또는 포핸드라고 불린다. 게임 라운드는 플레이어 수만큼의 핸드로 구성된다. 각 핸드 후에는 딜러 역할이 플레이 방향으로 전달된다. 즉, 이전의 엘디스트 핸드가 새로운 딜러가 된다. 일반적으로 플레이어는 각 핸드 후에 점수를 얻는다. 게임은 정해진 수의 라운드로 구성될 수 있다. 또는 정해진 점수를 목표로 플레이할 수도 있다. 이 경우 플레이어가 목표 점수에 도달하는 핸드로 게임이 끝난다.

### 카드 섞기
카드 섞기(Shuffling)는 팩의 카드를 무작위 순서로 배열하는 과정이다. 다양한 장단점을 가진 수많은 기술이 있다. 리플 셔플은 덱을 대략 같은 크기의 두 부분으로 나누어 구부린 다음 놓아서 카드가 엇갈리게 하는 방법이다. 이 과정을 여러 번 반복하면 덱이 잘 무작위화되지만, 이 방법은 다른 방법보다 배우기 어렵고 카드를 손상시킬 수 있다. 오버핸드 셔플과 힌두 셔플은 덱 상단에서 카드 묶음을 가져와 반대 순서로 재조립하는 두 가지 기술이다. 이 방법들은 배우기 쉽지만 덱을 충분히 무작위화하려면 더 많이 반복해야 한다. 어린 아이들에게 적합한 방법은 카드를 넓은 표면에 펼쳐놓고 덱을 다시 집기 전에 움직이는 것이다. 이것은 도미노와 같은 타일을 섞는 가장 일반적인 방법이기도 하다.
큰 돈이 걸린 카지노 게임의 경우 카드가 제대로 무작위화되는 것이 중요하지만, 많은 게임에서는 덜 중요하며, 실제로 카드가 너무 잘 섞이면 플레이어 경험이 저하될 수 있다. 스카트 공식 규칙은 카드를 잘 섞어야 한다고 명시하고 있지만, 독일 스카트 법원의 결정에 따르면, 한 손으로 플레이하는 플레이어는 카드 섞는 기계를 사용하는 대신 다른 플레이어에게 카드 섞기를 요청해야 한다. 기계가 카드를 너무 잘 섞을 수 있기 때문이다. 프랑스 벨로트 규칙은 핸드 사이에 덱을 절대 섞지 않도록 규정하기까지 한다.

### 분배
딜러는 팩의 모든 카드를 가져와 균일한 더미로 정리하고 섞는다. 엄격한 플레이에서는 딜러가 덱을 이전 플레이어(게임 방향으로)에게 컷팅하도록 제안한다. 딜이 시계 방향이면 딜러의 오른쪽에 있는 플레이어이고, 반시계 방향이면 딜러의 왼쪽에 있는 플레이어이다. 컷팅 요청은 팩을 앞면이 아래로 향하게 하여 컷팅할 플레이어 근처 테이블에 놓음으로써 이루어진다. 그러면 플레이어는 팩의 위쪽 부분을 아래쪽 부분에서 분리하여 옆에 놓는다. (일반적으로 두 부분의 크기는 거의 같다. 엄격한 규칙은 종종 각 부분이 세 장 또는 다섯 장과 같은 최소한의 카드 수를 포함해야 한다고 명시한다.) 이전의 아래쪽 부분은 이전의 위쪽 부분 위에 다시 놓인다. 컷팅 대신 덱을 두드려 딜러가 공정하게 섞었음을 신뢰한다는 것을 나타낼 수도 있다.
실제 분배(카드의 배포)는 플레이 방향으로, 엘디스트 핸드부터 시작한다. 딜러는 팩을 앞면이 아래로 향하게 한 손으로 잡고, 다른 손으로 팩의 맨 위에서 카드를 제거하여 플레이어에게 분배하며, 분배받는 플레이어 앞에 앞면이 아래로 향하게 놓는다. 카드는 한 번에 한 장씩 또는 여러 장씩 묶음으로 분배될 수 있으며, 전체 팩 또는 정해진 수의 카드가 분배된다. 분배되지 않은 카드(있는 경우)는 테이블 중앙에 앞면이 아래로 향하게 놓여 스톡(게임과 지역에 따라 탈론, 위도우, 스카트 또는 키티라고도 불림)을 형성한다.
카드 섞기, 컷팅, 분배하는 동안 딜러는 플레이어가 어떤 카드의 앞면도 보지 못하게 해야 한다. 플레이어는 어떤 카드의 앞면도 보려고 노력해서는 안 된다. 플레이어가 실수로 자신의 카드 외에 다른 카드를 보게 되면, 적절한 예절은 이를 인정하는 것이다. 카드가 분배되는 동안 보려고 하거나, 카드를 본 것을 이용하는 것도 부정직한 행동이다. 카드가 실수로 공개되면 (모든 사람에게 보이면), 어떤 플레이어도 재분배(모든 카드를 다시 모으고, 카드 섞기, 컷팅, 분배를 반복)하거나, 카드를 무작위로 덱에 다시 넣고("태우기") 공개된 카드를 받아야 할 플레이어에게 맨 위에서 대체 카드를 분배하도록 요구할 수 있다.
분배가 완료되면 모든 플레이어는 자신의 카드 또는 "핸드"를 집어들고, 카드의 앞면이 소지자에게는 보이지만 다른 플레이어에게는 보이지 않도록 잡거나, 게임에 따라 그 반대로 잡는다. 카드를 펼쳐 놓으면 코너 인덱스가 있는 경우 모든 값을 한 번에 볼 수 있어 편리하다. 대부분의 게임에서는 자신의 핸드를 게임에 적합한 방식으로 재정렬하여 정렬하는 것도 유용하다. 예를 들어, 트릭테이킹 게임에서는 같은 슈트의 카드를 함께 모아 놓는 것이 더 쉬울 수 있지만, 러미 게임에서는 랭크 또는 잠재적 조합으로 정렬할 수 있다.

## 신호 보내기
일반적으로 파트너 간의 전술 또는 패에 대한 의사소통은 금지된다. 그러나 소수의 게임에서는 의사소통 및 신호 보내기가 허용되며 플레이의 중요한 부분이다. 이러한 게임 대부분은 매우 오래되었으며, 종종 언제든지 어떤 카드든 플레이할 수 있도록 허용하는 플레이 규칙을 가지고 있다. 이러한 게임에는 다음이 포함된다.
- 카르뇌펠, 오늘날에도 어떤 형태로든 플레이되는 유럽에서 가장 오래된 카드 게임으로, 독일 슈트 카드로 플레이되며, 현존하는 후손들:
  - 크뉘펠른(북독일)과 슈티리볼트(페로 제도)는 48장의 프랑스 슈트 카드로 플레이된다.
  - 카이저슈필, 48장의 스위스 슈트 팩으로 플레이되는 스위스 게임
- 무스, 18세기부터 알려진 바스크 게임으로, 40장의 스페인 덱으로 플레이된다.
- 브리스카, 프랑스의 브리스크를 각색한 스페인 게임으로, 40장의 스페인 팩으로 플레이된다.
- 바텐, 바이에른 및 오스트리아 게임으로, 36장의 독일 슈트 카드로 플레이된다.
- 페르라겐, 티롤 게임으로, 33장의 독일 슈트 카드로 플레이된다.
- 트룩 이 플루, 아라곤주 기원의 카드 게임.
- 트루트 또는 트룩, 16세기부터 프랑스 서부에서 보고되었으며,[42] 카탈루냐와 남미에서도 (트루코로) 알려져 있다.

## 규칙
새로운 카드 게임은 누군가의 발명품으로든, 기존 게임의 변형으로든 작게 시작된다. 플레이하는 사람들은 원하는 대로 규칙을 변경하기로 합의할 수 있다. 그들이 합의한 규칙은 그들이 게임을 플레이하는 "하우스 규칙"이 된다. 하우스 규칙 세트는 플레이어 그룹이 어디에서 플레이하든 유효하다고 받아들여질 수 있으며, 특정 하우스, 카페 또는 클럽 내의 모든 플레이를 규율하는 것으로도 받아들여질 수 있다.
게임이 충분히 인기를 얻어 사람들이 낯선 사람들과 자주 플레이하게 되면, 일반적으로 합의된 규칙 세트가 필요하게 된다. 이러한 필요성은 특정 하우스 규칙 세트가 일반적으로 인정될 때 충족되는 경우가 많다. 예를 들어, 휘스트가 18세기 잉글랜드에서 인기를 얻었을 때, 포틀랜드 클럽의 플레이어들은 그들의 구내에서 사용할 하우스 규칙 세트에 합의했다. 다른 클럽의 플레이어들은 자신들의 규칙 세트를 정리하고 인쇄하는 수고를 덜기 위해 "포틀랜드 클럽" 규칙을 따르기로 합의했다. 포틀랜드 클럽 규칙은 결국 잉글랜드와 서구 문화 전반에 걸쳐 일반적으로 받아들여졌다.
이 과정에는 정적인 또는 "공식적인" 것이 없다. 대부분의 게임에는 게임을 플레이하는 보편적인 규칙 세트가 하나만 존재하지 않으며, 가장 일반적인 규칙 세트가 그 이상도 이하도 아니다. 카나스타와 피노클과 같이 널리 플레이되는 많은 카드 게임에는 공식적인 규제 기관이 없다. 가장 일반적인 규칙 세트는 종종 카드 게임 규칙서의 가장 인기 있는 배포에 의해 결정된다. 아마도 인기 있는 플레잉 카드 게임의 원본 편집본은 여러 인기 있는 실내 게임의 독학 권위자인 에드먼드 호일이 수집했을 것이다. 미국 플레잉 카드 회사는 현재 호일이라는 브랜드명을 소유하고 있으며, 규칙서가 널리 배포되는 국가 및 언어에서 게임 규칙을 크게 표준화한 다양한 카드 게임 가족에 대한 규칙서 시리즈를 출판한다. 그러나 플레이어는 "표준" 규칙을 보완하거나 심지어 대부분 대체하기 위해 "하우스 규칙"을 자유롭게 만들며, 실제로 그렇게 하는 경우가 많다.
카드 게임이 공식적인 규칙 세트를 가질 수 있는 경우란, 해당 카드 게임에 "공식적인" 관리 기관이 있을 때이다. 예를 들어, 토너먼트 브리지의 규칙은 월드 브리지 연맹과 미국에서는 미국 콘트랙트 브리지 연맹, 잉글랜드에서는 잉글랜드 브리지 연합과 같은 각국의 지역 기관에 의해 관리된다. 스카트의 규칙은 국제 스카트 플레이어 협회와 독일에서는 스카트오르드눙(Skatordnung)을 발행하는 도이치 스카트페르반트(Deutscher Skatverband)에 의해 관리된다. 프랑스 타로의 규칙은 프랑스 타로 연맹(Fédération Française de Tarot)에 의해 관리된다. 샤프코프의 규칙은 뮌헨의 샤프코프슐레(Schafkopfschule)에 의해 정해진다. 이러한 경우에도 규칙은 해당 관리 기관의 승인을 받은 게임이나 토너먼트 주최자가 명시하는 경우에만 따라야 한다. 비공식적인 환경에서 플레이어는 합의된 보완 또는 대체 규칙을 자유롭게 적용할 수 있다. 예를 들어, 샤프코프에는 "가이어와 베텔 포함, 요금 5/10 센트"와 같이 공식 규칙을 가정하고 추가 사항을 설명하여 "불순한" 샤프코프라고도 알려진 수많은 지역 변형이 있다.

### 규칙 위반
규칙 위반은 게임 규칙에 위배되는 모든 행위를 말한다. 예를 들어, 자신의 차례가 아닌데 카드를 내거나 실수로 카드를 노출하는 것 등이 있으며, 이는 비공식적으로 "블리딩"이라고 알려져 있다.
많은 공식 카드 게임 규칙서에서 다양한 위반에 대한 벌칙을 명시하는 규칙은 올바른 플레이 방법을 명시하는 규칙보다 더 많은 페이지를 차지한다. 이는 지루하지만 진지하게 플레이되는 게임에는 필수적이다. 높은 수준으로 카드 게임을 플레이하려는 플레이어는 일반적으로 시작하기 전에 사용될 벌칙에 대해 모두 동의하는지 확인한다. 개인적으로 플레이할 때는 일반적으로 하우스 규칙에 동의하는 문제가 될 것이다. 토너먼트에서는 필요할 때 규칙을 집행하고 의심스러운 경우 중재할 토너먼트 디렉터가 있을 것이다.
플레이어가 고의로 게임 규칙을 위반하는 것은 부정행위이다. 따라서 이 섹션의 나머지는 무지, 서투름, 부주의 등으로 인한 우발적인 위반에 관한 것이다.
같은 게임이 한 그룹의 플레이어들 사이에서 반복적으로 플레이되면서, 특정 규칙 위반이 어떻게 처리되어야 하는지에 대한 선례가 쌓인다. 예를 들어, "실리아가 자기 차례가 아닌데 카드를 냈다. 지난주에 조가 그랬을 때 우리는 ... 에 동의했다." 이러한 선례들이 플레이어 그룹 사이에서 확립되어 하우스 규칙의 일부로 간주되는 경향이 있다. 하우스 규칙 세트는 이전 섹션에서 설명한 대로 공식화될 수 있다. 따라서 일부 게임의 경우 규칙 위반을 처리하는 "올바른" 방법이 있다. 그러나 많은 게임은 관리 기관이 없으므로 위반을 처리하는 표준적인 방법이 없다.
많은 상황에서 위반 후 발생하는 상황을 다루는 특별한 규칙은 필요하지 않다. 일반적인 원칙은 규칙을 위반한 사람이 이득을 얻어서는 안 되며, 다른 플레이어가 손해를 봐서는 안 된다는 것이다. 예외는 고정된 파트너십을 가진 게임에서 발생할 수 있는데, 규칙을 위반한 사람의 파트너도 이득을 얻어서는 안 된다고 느껴질 수 있기 때문이다. 우발적인 위반에 대한 벌칙은 책임 있는 사람에게 잠재적인 이점이 있다는 점을 고려하여 합리적으로 온건해야 한다.

## 플레잉 카드

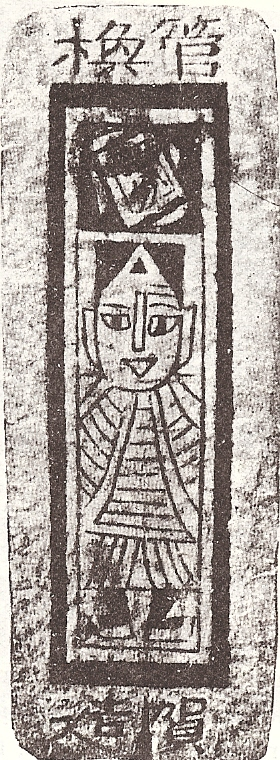
서기 1400년경, 명나라의 중국 플레잉 카드

세계 역사상 카드 게임에 대한 가장 오래된 기록은 9세기 중화인민공화국에서 발견된다. 당나라 작가 수 어가 쓴 『두양잡편』에 당 의종의 딸 통창 공주가 868년 위씨 일가와 함께 "엽자희"를 하는 모습이 묘사되어 있다. 송나라의 정치가이자 역사가인 구양수는 종이 플레잉 카드가 두루마리 형태에서 페이지 형태로의 책 형식 발전과 관련하여 나타났다고 언급했다.

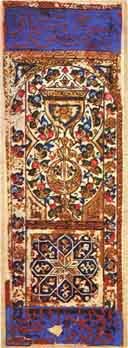
맘루크 플레잉 카드 (컵의 킹), 15세기경

플레잉 카드는 14세기 마지막 4분기에 유럽에 처음 등장했다.:35 가장 초기의 유럽 기록은 사라센 또는 무어 게임인 나입에 대해 언급하고 있으며, 실제로 거의 완전한 52장짜리 맘루크 이집트 덱이 비슷한 시기에 독특한 동양 디자인으로 남아 있는데, 검, 폴로 스틱, 컵, 코인 네 가지 슈트와 킹, 총독, 제2총독, 10에서 1까지의 랭크를 가지고 있다.:40f
1430년대 이탈리아에서는 타로 덱이 발명되었는데, 이는 슈트가 없는 그림 모티브 카드가 트럼프 카드로 특별한 역할을 하는 완전한 라틴 슈트 덱에 추가된 것이다. 타로 카드 게임은 여전히 이 덱(의 부분 집합)으로 중부 유럽 일부 지역에서 플레이된다. 완전한 타로 덱은 각 슈트에 14장의 카드를 포함한다. 1-10번의 낮은 카드, 발레(잭), 슈발리에(기사), 담(퀸), 루아(킹)의 코트 카드, 그리고 바보 또는 변명 카드, 21장의 트럼프 카드이다. 18세기에는 전통적인 이탈리아 타로 덱의 카드 이미지가 카르토만시에서 인기를 얻어 주로 이 목적으로 사용되는 "비밀" 덱으로 발전했다. 오늘날 북미에서 판매되는 대부분의 타로 덱은 오컬트 유형이며, 점술과 밀접하게 관련되어 있다. 유럽에서는 "플레이 타로" 덱이 게임용으로 인기를 유지하고 있으며, 18세기 이후로 지역 슈트(프랑스에서는 스페이드, 하트, 다이아몬드, 클럽; 독일에서는 나뭇잎, 하트, 종, 도토리)와 코너 카드 인덱스 및 코트 카드가 아닌 카드에 "스탬프" 카드 기호와 같은 영어 패턴 팩의 다른 친숙한 측면을 사용하도록 발전했다. 덱은 게임을 플레이하는 데 필요한 카드 수에 따라 지역별로 다르다. 프랑스 타로는 "완전한" 78장의 카드로 구성되는 반면, 게르만, 스페인 및 이탈리아 타로 변형은 덱에서 특정 값(일반적으로 낮은 슈트 카드)을 제거하여 32장으로 적은 카드 덱을 만든다.
프랑스 슈트는 1480년경에 도입되었으며, 프랑스에서는 대부분 이전 라틴 슈트인 검, 클럽, 컵, 코인을 대체했다.:43 (이들은 여전히 스페인어 및 포르투갈어권 국가와 이탈리아 일부 북부 지역에서 흔히 사용된다):30f 슈트 기호는 매우 간단하고 단색이어서 플레잉 카드에 스탬프를 찍어 덱을 만들 수 있었고, 따라서 코트 카드에만 특별한 풀 컬러 카드 아트가 필요했다. 이는 덱의 모든 카드에 고유한 풀 컬러 아트를 사용했던 전통적인 이탈리아 덱에 비해 카드 생산을 크게 간소화했다. 프랑스 슈트는 16세기 영국 플레잉 카드에서 인기를 얻었고(프랑스와 영국 간의 역사적인 적대감에도 불구하고), 거기서부터 북미를 포함한 영국 식민지로 도입되었다. 서구 문화의 부상으로 인해 프랑스 슈트 플레잉 카드는 자체 지역 카드 아트가 있는 지역에서도 거의 보편적인 인기를 얻고 보편적으로 사용 가능하게 되었다.
일본에서는 독특한 48장짜리 화투 덱이 인기 있다. 이것은 16세기 포르투갈 덱에서 유래했으며, 에도 막부가 플레잉 카드 사용을 금지하려는 법률에 의해 긴 진화를 거쳤다.
가장 국제적으로 잘 알려진 덱은 52장의 프랑스 덱의 영어 패턴으로, 포커와 콘트랙트 브리지와 같은 게임에 사용되는 국제 또는 앵글로-아메리칸 패턴이라고도 불린다. 이 덱은 13개의 랭크와 스페이드, 하트, 다이아몬드, 클럽의 4가지 프랑스 슈트의 각 고유 조합에 대해 한 장의 카드를 포함한다. 랭크(브리지와 포커에서 가장 높은 것부터 가장 낮은 것까지)는 에이스, 킹, 퀸, 잭(또는 네이브), 그리고 10부터 2(또는 듀스)까지의 숫자이다. 프랑스 플레잉 타로의 트럼프 카드와 나이트 카드는 포함되지 않는다.
원래 '잭(jack)'보다 '네이브(knave)'라는 용어가 더 흔했다. 이 카드는 17세기부터 올 포스의 용어의 일부로 잭이라고 불렸지만, 이 단어는 저속하다고 여겨졌다.(찰스 디킨스의 소설 위대한 유산 (소설)에서 에스텔라의 "이 아이는 네이브를 잭이라고 부르는군!"이라는 외침에 주목하라.) 그러나 네이브의 카드 약어("Kn")가 킹의 약어와 너무 비슷해서, 특히 슈트와 랭킹이 카드 모서리로 옮겨져 사람들이 한 손으로 카드를 부채처럼 펼쳐서 모든 값을 한 번에 볼 수 있게 된 후에는 혼동하기가 매우 쉬웠다. (카드 모서리에 슈트와 랭킹을 배치한 최초의 덱은 1693년부터 알려져 있지만, 이러한 카드는 1864년 하트가 네이브를 잭으로 변경하는 것과 함께 재도입하기 전까지는 일반적이지 않았다.) 그러나 19세기 3분기에 출판된 카드 게임 서적들은 여전히 "네이브"를 언급했으며, 이 정의를 가진 용어는 영국에서도 여전히 인정되고 있다.

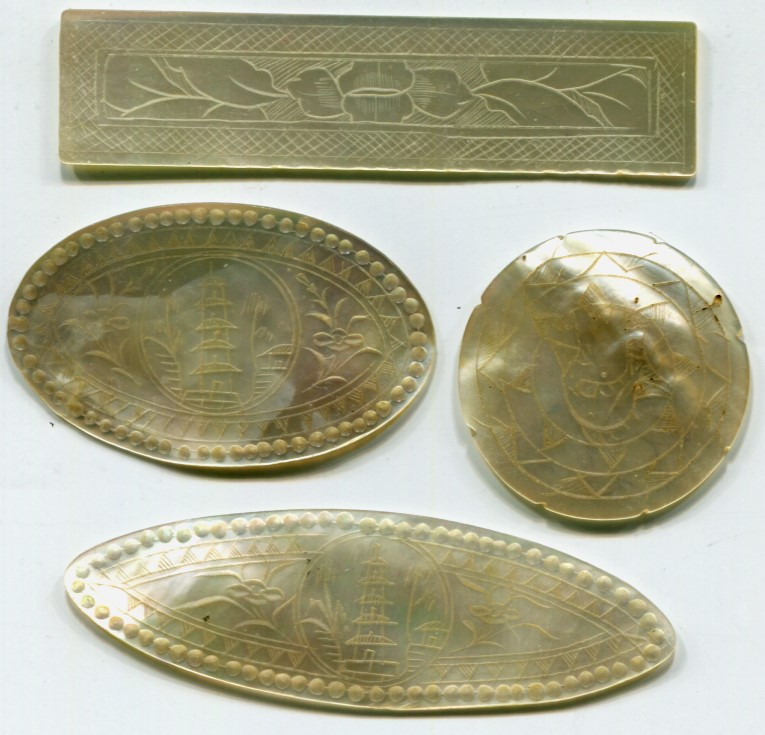
중국식 자개 도박 토큰은 카드 게임의 점수 계산 및 베팅에 사용되었다

17세기에 프랑스의 5트릭 도박 게임인 베트가 인기를 얻어 독일로 퍼져 라 베트(La Bete)라고 불렸고, 영국에서는 비스트(Beast)라고 불렸다. 이 게임은 트리옹프의 파생 게임으로, 역사상 최초로 입찰 개념을 도입한 카드 게임이었다.
중국 수제 자개 게임 카운터는 1700년부터 1840년경까지 서양에서 카드 게임의 점수 계산과 베팅에 사용되었다. 게임 카운터에는 가족이나 개인을 식별하기 위한 문장이나 모노그램과 같은 각인이 새겨져 있었다. 많은 게임 카운터는 또한 중국 풍경, 꽃 또는 동물을 묘사하고 있었다. 샬럿 왕비는 중국 게임 카운터로 플레이한 것으로 알려진 저명한 영국인이다. 옴브르, 카드리유, 포프 조안과 같은 카드 게임은 당시 인기가 많았으며, 점수 계산을 위해 카운터가 필요했다. 휘스트가 다른 점수 계산 방식으로 서양에서 가장 인기 있는 카드 게임이 되면서 카운터 생산은 감소했다.
카드 게임과 도박의 연관성 때문에 교황 베네딕토 14세는 1750년 10월 17일 카드 게임을 금지했다.

## 게임의 종류
- 고스톱
- 도리짓고땡
- 보난자
- 마이티
- 바둑이
- 바카라
- 번 레이트
- 블랙잭
- 섯다
- 솔리테어(목록)
- 시타델
- 엘레우시스
- 옥션 브리지
- 우노
- 원카드
- 클론다이크
- 타로
- 트랑테카랑트
- 트릭 테이킹 카드 게임
- 포커
- 프리셀
- 플레잉카드
- 하트
- 할리갈리
- 훌라
- 러미

## 같이 보기
- 확률 게임
- 기술 게임